# Rhagologus leucostigma
El silbador moteado (Rhagologus leucostigma) es una especie de ave paseriforme endémica de Nueva Guinea. Es la única especie del género  Rhagologus y la familia Rhagologidae.

## Distribución y hábitat
Se encuentra únicamente en la isla de Nueva Guinea, su hábitat natural son los bosques montanos tropicales húmedos.